# Mystic Force
Mystic Force ist eine US-amerikanische Power- und Progressive-Metal-Band aus Baltimore, Maryland, die im Jahr 1983 gegründet wurde.

## Geschichte
Nachdem die Band im Jahr 1983 gegründet worden war, folgte im Jahr 1987 das erste selbstbetitelte Demo. Das nächste Demo folgte mit With Rank Comes Rule im Jahr 1988, dem sich 1989 Blind Vision anschloss. Daraufhin erreichte die Band einen Vertrag bei CMFT Records, worüber 1989 die EP Take Command erschien. Nur wenige Wochen nach der Veröffentlichung ging CMFT Records jedoch bankrott. Die EP erschien außerdem in den USA bei Killer Pro-Duction.
Im Jahr 1990 erschien das Album Shipwrecked With the Wicked über Siegen Records. Im selben Jahr erschien mit Take Command – The Demo Years eine Kompilation über C.M.F.T. Productions. Im Jahr 1993 folgte das Album Eternal Quest über das deutsche Label Rising Sun Records. Nachdem im Jahr 1995 das Album A Step Beyond erschienen war, sollte sich eine Europatournee zusammen mit Metal Church und Vicious Rumours anschließen. Jedoch ging Rising Sun Records vorher bankrott, sodass die Tour nicht mehr möglich war. Auch das für Frühjahr 1996 geplante Album Man Vs. Machine konnte nicht angegangen werden. Immerhin hatte man Zeit, den für den langjährigen Sänger Bobby Hicks im September 1995 eingestiegenen William Wren aus Florida einzugewöhnen. Im Jahr 1999 spielte die Band eine Coverversion von Mercyful Fates Lied Curse of the Pharaos ein, die auf dem Mercyful-Fate-Tribute-Album The Unholy Sounds of the Demon Bells – A Tribute to Mercyful Fate zu hören ist. Nach der Veröffentlichung eines Demo folgte im Jahr 2001 endlich das Album Man Vs. Machine.

## Stil
Die Band spielt progressiven Power Metal, der an Bands wie Queensrÿche, Heir Apparent, Fates Warning, aber auch frühe Iron Maiden erinnert.

## Diskografie
- 1987: Mystic Force (Demo, Eigenveröffentlichung)
- 1988: Blind Vision (Demo, Eigenveröffentlichung)
- 1989: Take Command (EP, C.M.F.T. Productions)
- 1989: Shipwrecked with the Wicked (Demo, Eigenveröffentlichung)
- 1989: Shipwrecked with the Wicked (Single, Killer Pro-Duction)
- 1990: Shipwrecked with the Wicked (Album, Siegen Records)
- 1990: Take Command – The Demo Years (Kompilation, C.M.F.T. Productions)
- 1991: Stagestruck…Live (Demo, Eigenveröffentlichung)
- 1992: Another World (Single, Rising Sun Records)
- 1993: Eternal Quest (Album, Rising Sun Records)
- 1995: A Step Beyond (Album, Rising Sun Records)
- 2000: Curse of the Pharaos auf The Unholy Sounds of the Demon Bells – A Tribute to Mercyful Fate (Dwell Records)
- 2000: Steps to a New Machine (EP, Metal Invader Records)
- 2001: Man Vs. Machine (Album, Siegen Records)